# Beroepsvereniging van Fotografen GKf
De Beroepsvereniging van Fotografen GKf was een Nederlandse beroepsorganisatie van fotografen die bestond van 1968 tot 2014. De vereniging stond bekend als sterk sociaal geëngageerd en de leden waren veelal actief in de genres documentaire en vrije fotografie. De vereniging kwam voort uit de vakgroep fotografie van de Gebonden Kunsten in de Federatie. Sinds 2014 is het een platform binnen de Vereniging Dutch Photographers DuPho. 

## Voorgeschiedenis
In 1945 werd de Vereniging van Beoefenaars der Gebonden Kunsten (ook wel Gebonden Kunsten in de federatie, of GKf genoemd) opgericht. In deze koepelorganisatie waren verschillende vakgroepen van nijverheidskunsten vertegenwoordigd, waaronder fotografen.   
Fotografen Cas Oorthuys, Ad Windig en Carel Blazer waren betrokken bij de oprichting van de vakgroep fotografie. De vakgroep kwam voort uit verzetsgroep De Ondergedoken Camera. De vakgroep trad in 1948 voor het eerst naar buiten met een tentoonstelling getiteld Foto 48 in het Stedelijk Museum Amsterdam. 
Tot de (eerste) leden van de vakgroep fotografie behoorden: Emmy Andriesse, Maria Austria, Éva Besnyő, Carel Blazer, Charles Breijer, Violette Cornelius, Paul Huf, Henk Jonker, Aart Klein, Cas Oorthuys, Sem Presser, Annelies Romein, Hans Sibbelee, Kryn Taconis, Ad Windig, Jan Versnel, Peter Martens, Dolf Kruger, Ata Kandó, Ed van der Elsken.
Al vrij snel na de oprichting van de de GKf ontstonden afsplitsingen en nieuwe vakverenigingen. Onder de leden van de GKf waren veel grafisch en ambtelijk werkende vormgevers. Veel leden hadden een prominent verzetsverleden en een linkse politieke oriëntatie. De focus lag sterk op Amsterdam en er was een strenge ballotage voor nieuwe leden. Niet iedereen voelde zich er op zijn of haar plaats. Een aantal leden uit Rotterdam en Den Haag richtten in 1948 de Vereniging van Reclame-ontwerpers en Illustatoren (VRI) op. In hetzelfde jaar splitsten de wandschilders zich af van de GKf in de Vereniging van Beoefenaars der Monumentale Kunsten. In 1952 verenigden de industrieel ontwerpers zich in de Kring Industrieel Ontwerpers (KIO). 
De vakgroep Fotografie stond net als de GKf bekend als politiek links georiënteerd en de fotografen waren actief in een sociaal geëngageerde vorm van documentaire en reportagefotografie.

## Oprichting
In 1968 werd de GKf ontbonden. De overgebleven vakgroepen gingen als zelfstandige verenigingen verder. Drie vakgroepen behielden de naam van de moederorganisatie GKf als toevoeging: de Beroepsvereniging van interieurarchitecten GKf, de Beroepsvereniging van ambachtskunstenaars GKf en de Beroepsvereniging van fotografen GKf. De vakgroepen grafisch ontwerpers en de industrieel ontwerpers kozen nieuwe namen. Er kwam een gezamenlijk orgaan voor overleg en samenwerking op gemeenschappelijke belangen en ook de GKf-prijs bleef bestaan. In 1975 kozen de interieurarchitecten een nieuwe naam, de afkorting GKf raakte zo steeds meer verbonden aan de Beroepsvereniging van fotografen. 
De GKf fotografen bleven een strenge ballotage hanteren en in 1976 telde de vereniging 62 leden. In de decennia daarna groeit de vereniging naar meer dan 200 leden in 2010. In 2010 vierde de GKf zijn 65-jarige bestaan in Foam.
In 2014 is de GKf gefuseerd met vier andere verenigingen van fotografen. Zij vormden samen de hedendaagse Nederlandse Beroepsorganisatie voor Professionele Fotografen genaamd Dutch Photographers, of DuPho. Binnen DuPho bestaat de GKf onder die naam als een platform met een eigen ballotage, eigen activiteiten en een eigen identiteit.

## Activiteiten
De voornaamste activiteit van de Fotografen GKf als zelfstandige beroepsorganisatie was de belangenbehartiging. Dat deed zij door actie te voeren, via groepstentoonstellingen en publicaties. De vereniging maakte zich hard voor het verbeteren van de financiële positie van de leden en zette zich in voor de oprichting van een instituut voor fotografie. 

#### Belangenbehartiging
In 1971 doet de GKf via de Kunstraad een voorstel aan de Gemeente Amsterdam om jaarlijks vijf fotografen het leven in Amsterdam vast te laten leggen in ongeveer vijftig foto's. Het Amsterdams Fonds voor de Kunst nam het opdrachtgeverschap over.  De foto's worden jaarlijks geëxposeerd en bewaard in het Gemeentearchief. Na vijf jaar volgde een grote overzichtstentoonstelling in het Amsterdams Historisch Museum met werk van de 18 fotografen die deze opdracht kregen.
Eind 1972 komt de vereniging in actie om aandacht te vragen voor de financiële positie van fotografen. Alle Kamerleden ontvangen een serie foto's met de oproep om fotografie als kunstvorm te erkennen en mee te nemen in de begroting. De vereniging is van mening dat fotografie net als andere kunstvormen door de overheid gesteund moet worden.
In 1975 besluiten drie beroepsverenigingen van fotografen – de Bond van Fotografen in Nederland (BFN), de Nederlandse Vereniging van Fotojournalisten (NVF) en de GKf – samen te gaan werken in de Fotografenfederatie. Het doel is onder andere de oprichting van een landelijk fotografisch centrum in Amsterdam. Met steun van de gemeente Amsterdam die als enige gemeente in Nederland geld vrijmaakt voor fotografie. In het centrum moet plaats zijn voor tentoonstellingen en archivering. In datzelfde verband zijn ook BURAFO (voor de verdeling van collectieve middelen) en Foto Anoniem (om het openbaarmaken van foto's waarvan de auteur onvindbaar is mogelijk te maken) opgericht.

#### Tentoonstellingen en publicaties
De GKf organiseerde groepstentoonstellingen, thema-avonden en publiceerde jaarboeken en een tijdschrift. 
In 1981 start de GKf met het publiceren van een tijdschrift met werk van GKf-fotografen en artikelen over de hedendaagse fotografie. Het eerste nummer wordt opgedragen aan oud-voorzitter Pieter Boersma. Het blad verschijnt maandelijks. Het nummer van april 1982 is gewijd aan de politieke situatie in El Salvador, in het bijzonder een reportage van van Marlise Simons over de marteling van twee tieners, gepubliceerd in NRC Handelsblad van 14 januari 1982. De tekst van het artikel is groot afgedrukt in het GKf-tijdschrift met daarbij fotoportretten van Nederlandse kinderen van 13 en 17 jaar oud. De GKf wil het eerste exemplaar aanbieden aan kamervoorzitter Dick Dolman, maar deze weigert omdat er in het voorwoord ook kritiek op de NAVO wordt geuit. De winst van het nummer werd gedoneerd aan het El Salvador Comite.
Bij het vijftigjarig bestaan van de GKf (1995) verscheen een uitgebreide catalogus over de GKf en de leden, met daarin een historische terugblik op de GKf door drs. Tineke de Ruiter (Univ. van Leiden). Een belangrijk deel van de oude stukken van de GKf is overgedragen aan het Leids Prentenkabinet (thans Bijzondere collecties Universiteit Leiden).
Het GKf-blad Hollands Licht blijkt na jaren voor de vereniging een te dure uitgave en in 2003 wordt het blad gestaakt. Daarna is zesmaal op rij (2003-2014) een twee-jaarboek met daarin werk en adresgegevens van de leden gepubliceerd. 

#### GKf-prijs
De GKf-prijs werd voor 1968 twee maal uitgereikt door de Gebonden Kunsten in de federatie. Na 1968 nam de Beroepsvereniging van Fotografen GKf de prijs over, en werd deze een prijs voor fotografie die tweejaarlijks wordt uitgereikt.
In 1968 werd de GKf-prijs uitgereikt aan Carel Blazer bij zijn aftreden als bestuurslid. In 2013 werd de GKf Frits Gerritsen Prijs uitgereikt aan Marloes Krijnen.